# 信義房屋
信義房屋為台灣房屋仲介公司，1981年由周俊吉創辦，其時政府尚未核准房屋仲介公司營業，因此以「信義代書事務所」名義提供房屋買賣仲介服務。至1987年正式成立「信義房屋仲介股份有限公司」。1999年於臺灣證券交易所股票上市，股票代號9940。2019年6月更名為「信義房屋股份有限公司」。

## 關係企業
信義房屋旗下擁有信義全球資產、信義代銷、信義開發、安信建經等關係企業，提供完整不動產服務。海外事業方面則有布局中國、日本、馬來西亞的不動產市場。

## 公平會裁罰案件
2025年1月，公平會指出，信義房屋刊載傳家寶社區房屋成交相關資訊，就足以影響交易決定之服務內容為虛偽不實及引人錯誤之表示，違反公平交易法第21條第4項準用第1項規定，處新臺幣30萬元罰鍰。且因信義房屋公司先前已有類似的違法情事，應有更高的注意義務與能力，故再度予以較高金額的處罰。

## 與媒體訴訟糾紛
信義房屋與匯流新聞網近年來的訴訟案件，源自消費者客訴信義房屋房價資訊揭露不完整、屋況未誠實告知等等的多起交易糾紛。信義房屋對匯流新聞網提起訴訟，但多數案件最終判決信義房屋敗訴，顯示法院認為媒體的報導有其新聞自由的空間，且未超出合理範圍。匯流新聞網與信義房屋間訴訟，匯流新聞網已獲12次勝訴判決。

## 消費者投訴和交易糾紛
案件一、信義房屋仲介偽造文書 判刑4個月
29歲劉姓女房仲在任職信義房屋時，未取得鄭姓屋主同意，偽造信義房屋買賣仲介一般委託書等資料，並偽簽鄭姓屋主的名字，製造受委託賣房的假象。鄭姓屋主接獲信義房屋客服滿意度電訪才知情，劉女竟然與其父母要控告鄭姓屋主誣告及妨害名譽，鄭姓屋主憤而提告；新竹地方法院依偽造文書罪判劉女徒刑4月、得易科罰金。可上訴。
案件二、仲介誤導 一審判賠500萬 信義房屋負連帶賠償責任
台北外雙溪的吳小姐，因信義房屋張姓仲介的過失，誤以為自己有一樓庭院的約定專用權，以高於市場的價格買下，最後，不僅沒獲得庭院的約定專用權，還被社區住戶提告竊佔罪。經士林地方法院於113年10月一審判定，就張姓仲介所造成原告吳小姐的損害500萬元，信義房屋負連帶賠償責任。
案件三、83歲老奶奶賣屋驚魂記
83歲老奶奶向媒體投訴，因為相信形象良好的信義房屋，她將房子委託銷售，卻遭誘騙在專任合約上簽名，因業務低報行情、降價超過100萬，見面談後一度拿不回房屋權狀，最後賠了10萬元，做為她從頭到尾都完全不知所以的所謂「斡旋金」賠償。事件經匯流新聞網報導後，信義房屋提告總編輯涉嫌妨害名譽，遭判四次敗訴。